# Ігнатово (Калінінський район)
Ігнатово (рос. Игнатово) — присілок в Калінінському районі Тверської області Російської Федерації.
Населення становить 17 осіб. Входить до складу муніципального утворення Бурашевське сільське поселення.

## Історія
Від 2005 року входить до складу муніципального утворення Бурашевське сільське поселення.

## Населення
| 2010 |
| ---- |
| 17   |